# 青年学校教員養成所令
青年学校教員養成所令（せいねんがっこうきょういんようせいじょれい、昭和10年4月1日勅令第47号）とは1935年（昭和10年）4月1日に公布・施行された教育に関する日本の旧勅令で、同年に発足した青年学校の教員養成に関して規定したものである。

## 青年学校教員養成所
青年学校の教員となる者を養成する所（1条）である。北海道・府県・市が設置者となり、 設置・廃止の認可は、文部大臣が行う。 修業年限・入所資格・学科目等は、文部大臣が定めることとされた。
職員
- 所長（奏任官）- 地方長官の監督を承け、所務を掌握し、所属職員を監督する。また道府県内の青年学校の教育情況を視察する。
- 教諭（奏任官[1]または判任官）- 生徒の教育を担当。
- 助教諭（判任官） - 生徒の教育を担当。
- 書記（判任官）- 所長の指揮を受け、庶務に従事する。
- 舎監（寄宿舎の施設を有する場合のみ）- 教諭か助教諭の中から選ばれ、所長の指揮を受けて寄宿舎の業務を行う。

## 廃止
- 師範教育令の一部改正（青年師範学校の発足）に伴い、1944年（昭和19年）4月1日に廃止。